# ماركو بافلوفسكي
ماركو بافلوفسكي (بالصربية: Марко Павловски)‏ (7 فبراير 1994 ببلغراد في إقليم القائد العسكري في صربيا - ) هو لاعب كرة قدم صربي في مركز الوسط. شارك مع منتخب صربيا تحت 19 سنة لكرة القدم ومنتخب صربيا تحت 21 سنة لكرة القدم. أما مع النوادي، فقد لعب مع موسكرون بيروفيلز ونادي أو إف كيه بيوغراد ونادي بورتو.

## وصلات خارجية
- ماركو بافلوفسكي على موقع الاتحاد الأوربي (الإنجليزية)
- ماركو بافلوفسكي على موقع قاعدة بيانات كرة القدم.إي يو (الإنجليزية)
- ماركو بافلوفسكي على موقع Soccerway.com (الإنجليزية)
- ماركو بافلوفسكي على موقع عالم كرة القدم.نت (الإنجليزية)